# Siewka złotawa
Siewka złotawa, siewka azjatycka (Pluvialis fulva) – gatunek średniej wielkości ptaka wędrownego z rodziny sieweczkowatych (Charadriidae).

## Systematyka
Gatunek ten po raz pierwszy zgodnie z zasadami nazewnictwa binominalnego opisał w 1789 roku niemiecki przyrodnik Johann Friedrich Gmelin w 13. edycji linneuszowskiego Systema Naturae. Autor nadał gatunkowi nazwę Charadrius fulvus, a jako miejsce typowe wskazał Tahiti. Obecnie siewka złotawa zaliczana jest do rodzaju Pluvialis w monotypowej podrodzinie siewek.
Jest to gatunek monotypowy. Niegdyś uważano, że siewka złotawa i bardzo podobna do niej siewka szara są podgatunkami tego samego gatunku Pluvialis dominica. Badania prowadzone od 1983 roku na zachodniej Alasce, która jest obszarem ich współwystępowania, wykazały jednak, że ptaki z obu podgatunków różnią się wielkością i upierzeniem, głosem godowym, zakładają gniazda w innych miejscach, a przede wszystkim w ogóle nie krzyżują się między sobą. Uznano to za wystarczające przesłanki, aby wydzielić dwa gatunki: siewkę szarą (Pluvialis dominica) i siewkę złotawą (Pluvialis fulva).

## Zasięg występowania
Zamieszkuje północną i północno-wschodnią Syberię (od półwyspu Jamał po Czukotkę) oraz zachodnią Alaskę. Zimuje w pasie od wschodniej Afryki przez południową Azję po Indonezję, Australię, Nową Zelandię i Oceanię. Niewielka ich liczba zimuje w Kalifornii.
Sporadycznie widywana w Polsce (do 2022 roku stwierdzono ją 12 razy).

## Morfologia
WyglądSamiec w szacie godowej ma wierzch ciała ciemny, gęsto pokryty żółtymi plamkami. Spód ciała czarny, poza pokrywami podogonowymi, które są białe. Czoło, boki głowy i szyi również białe, oddzielają złoto-czarny wierzch ciała od czarnej plamy na spodzie. Dziób i nogi ciemne. Samica podobna, lecz na czarnej plamie na spodzie ciała znajdują się białe plamki. Osobniki młodociane i dorosłe w szacie spoczynkowej mają jasny spód ciała z ciemnymi plamkami na piersi i szyi. Od siewki szarej różni się smuklejszą sylwetką i dłuższymi nogami.
Wymiary średniedługość ciała 23–26 cm
rozpiętość skrzydeł 60–72 cm
masa ciała 100–192 g

## Ekologia i zachowanie

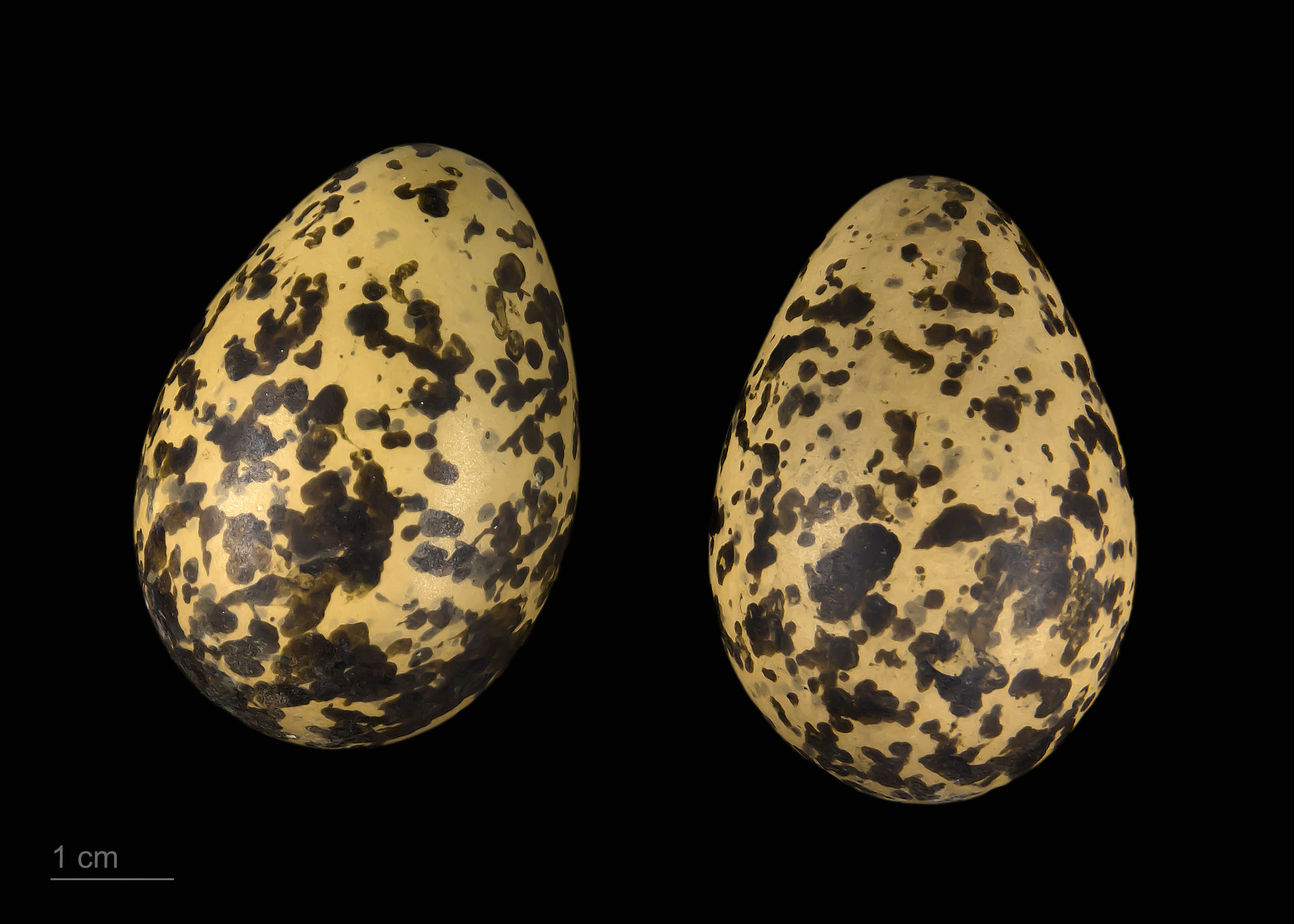
Jaja z kolekcji muzealnej

BiotopSuche obszary tundry i lasotundry. W sezonie rozrodczym unika wybrzeża. Zimuje na brzegach mórz, łąkach, słonych bagnach i błotach.
GniazdoNa ziemi.
JajaW ciągu roku wyprowadza jeden lęg, składając w czerwcu 4 jaja.
WysiadywanieJaja wysiadywane są przez okres około 26 dni przez obydwoje rodziców.
PożywienieBezkręgowce (owady, mięczaki, robaki, skorupiaki i pająki) uzupełniane przez jagody, sporadycznie nasiona i liście.

## Status i ochrona
Międzynarodowa Unia Ochrony Przyrody (IUCN) uznaje siewkę złotawą za gatunek najmniejszej troski (LC – Least Concern) nieprzerwanie od 1988 roku. Liczebność światowej populacji, według szacunków organizacji Wetlands International z 2006 roku, mieści się w przedziale 190–250 tysięcy osobników. Ogólny trend liczebności populacji uznawany jest za spadkowy.
W Polsce podlega ścisłej ochronie gatunkowej.